# San Casimiro de Güiripa
San Casimiro es un pueblo y capital del Municipio San Casimiro del Estado Aragua, en el centronorte de Venezuela.
El pueblo se encuentra en la vertiente sur de la Serranía del Interior. Una carretera la conecta con Cúa en el norte y con el pueblo de Pardillal y la troncal 11. Fue fundado en 1783.